# Stadil Fjord og Vest Stadil Fjord
Stadil Fjord og Vest Stadil Fjord este o arie protejată (arie specială de conservare — SAC, sit de importanță comunitară — SCI, arie de protecție specială avifaunistică — SPA) din Danemarca întinsă pe o suprafață de 6.903 ha, integral pe uscat.

## Localizare
Centrul sitului Stadil Fjord og Vest Stadil Fjord este situat la coordonatele 56°11′21″N 8°12′19″E / 56.189167°N 8.205278°E.

## Înființare
Situl Stadil Fjord og Vest Stadil Fjord a fost declarat arie de protecție specială avifaunistică în mai 1983 pentru a proteja 1 specie de plante și 23 de specii de animale. Alte tipuri de protecție:
- sit de importanță comunitară (în februarie 1998)
- arie specială de conservare (în decembrie 2011)[1][3][4]

## Biodiversitate
Situată în ecoregiunea atlantică, aria protejată conține 11 habitate naturale: Dune de coastă fixe cu vegetație erbacee („dune gri”), Dune fixe decalcificate cu Empetrum nigrum, Ape puternic oligomezotrofe cu vegetație bentonică cu Chara spp., Lagune de coastă, Lacuri eutrofice naturale cu vegetație de tip Magnopotamion sau Hydrocharition, Mlaștini alcaline, Formațiuni ierboase bogate în specii de Nardus, dezvoltate pe substraturi silicioase în zone montane (și în zone submontane, în Europa continentală), Ape stătătoare oligotrofe până la mezotrofe, cu vegetație de Littorelletea uniflorae și/sau de Isoëto-Nanojuncetea, Pajiști uscate europene, Cursuri de apă de la nivel de câmpie la nivel montan, cu vegetație Ranunculion fluitantis și Callitricho-Batrachion, Pajiști umede nord-atlantice cu Erica tetralix.
La baza desemnării sitului se află mai multe specii protejate:
- plante (1): Luronium natans
- păsări (20): rață sulițar (Anas acuta), rață lingurar (Anas clypeata), rață pitică (Anas crecca), gâscă cenușie (Anser anser), gâscă cu cioc scurt (Anser brachyrhynchus), buhai de baltă (Botaurus stellaris), Branta leucopsis, Charadrius morinellus, chirighiță neagră (Chlidonias niger), barză albă (Ciconia ciconia), erete de stuf (Circus aeruginosus), erete vânăt (Circus cyaneus), Cygnus columbianus bewickii, lebădă de iarnă (Cygnus cygnus), șoim de iarnă (Falco columbarius), vultur pescar (Pandion haliaetus), bătăuș (Philomachus pugnax), ploier auriu (Pluvialis apricaria), cresteț pestriț (Porzana porzana), ciocântors (Recurvirostra avosetta)
- mamifere (1): vidră de râu (Lutra lutra)
- pești (2): cicar (Lampetra planeri), Petromyzon marinus